# Paul-Henri Sandaogo Damiba
Paul-Henri Sandaogo Damiba (født ca. 1980-1981) er en militærofficer fra Burkina Faso, der er leder af Den patriotiske bevægelse for sikkerhed og genopbyggelse (Mouvement Patriotique pour la Sauvegarde et la Restauration, MPSR), der ved et militærkup afsatte præsident Roch Marc Christian Kaboré den 24. januar 2022.

## Opvækst og uddannelse
Paul-Henri Sandogo Damiba er uddannet på det franske militærakademi École militaire i Paris. Han har en master i kriminologi fra Conservatoire national des arts et métiers (CNAM) i Paris og har diplom som forsvarsekspert i ledelse, kommando og strategi.
Mellem 2010 og 2020 deltog han i militær træning i USA.

## Militærkarriere
Damiba er oberstløjtnant og kommandør af Burkina Fasos 3. militærregion, der omfatter bl.a. Ouagadougou, Manga, Koudougou og Fada N'gourma. Han har tidligere været en del af tidligere præsident Blaise Compaorés sikkerhedsstyrker.
Damiba har opnået folkelig popularitet som følge af sin indsats mod muslimske jihadister i Burkina Faso. Han har tidligere været fortaler for, at regeringen skulle hyre lejesoldater fra den russiske Wagner Group til at nedkæmpe islamistiske oprørere i landet. Regeringen under Roch Marc Kaboré var imod forslaget, da han mente, at dette ville bringe landet på kollisionskurs med vesten.
Damiba skrev i 2021 en bog om kampen mod islamisterne, West African Armies and Terrorism: Uncertain Responses?

## Kup i 2022
Den 24. januar 2022 deltog Damiba i et militærkup, hvor præsident Roch Marc Christian Kaboré blev tilfangetaget og afsat af militæret. Efter kuppet har militæret opløst parlamentet og afsat regeringen, ligesom forfatningen er sat ud af kraft.